# Pedra Branca
Die Insel Pedra Branca (malaiischer Name: Pulau Batu Putih, dt. Übersetzung: „Weiße Felsinsel“) liegt 20 km (11 Seemeilen) östlich vor der Küste Singapurs. Ihre Größe beträgt 3.300 m² bei Flut und 8.560 m² bei Ebbe.
Singapur und Malaysia beanspruchten diese Insel. Ab 2003 wurde der Fall vor dem Internationalen Gerichtshof verhandelt. Die öffentlichen Anhörungen begannen am 6. November 2007. Am 23. Mai 2008 wurde entschieden, dass Pedra Branca der Souveränität Singapurs untersteht. Die ebenfalls in diesem Verfahren verhandelten Middle Rocks wurden Malaysia zugesprochen.

## Geschichte
Seit 1513 übte das Sultanat von Johor die Souveränität über Pedra Branca aus. Im gleichen Jahr wurde das Sultanat Johore-Riau-Lingga von Sultan Mahmood gegründet, welches von den Portugiesen 1511 abgetreten wurde. Der Britisch-Niederländische Vertrag von 1824 schlichtete den Streit zwischen England und Portugal über das Johore-Reich. Eine Grenze wurde über die Straße von Malakka und den Süden Singapurs gezogen, Pedra Branca befand sich danach im Einflussbereich des Britischen Weltreichs, gleichzeitig aber auch im Territorium des heutigen Johore-Reiches, welches der Rechtsnachfolger des Sultanats Johore-Riau-Lingga ist.

Pedra Branca und die Middle Rocks zwischen Malaysia, Singapur und Indonesien

John Turnbull Thomson errichtete 1851 Horsburgh Lighthouse für die Straits Settlements auf Pedra Branca. Seitdem wurde die Insel von Großbritannien bis zum Ende der Kolonialzeit als malaysisches Territorium verwaltet. Es gibt keine Aufzeichnungen über die Abtretung der Insel  vom Sultan von Johore an Singapur, nach Darstellung Malaysias war es niemals die Absicht des Sultanats. Singapur stand auf dem Standpunkt, dass es der Rechtsnachfolger der Kolonie des Britischen Weltreichs sei und ihm demnach die Insel, die unter der Kontrolle des Weltreichs stand, zustünde.